# Robert Borrel
Pour les articles homonymes, voir Borrel.
Robert Borrel, né le 25 janvier 1934 à Nattages (aujourd'hui Parves et Nattages dans le département de l'Ain), est un homme politique français.

## Biographie
Robert Borrel est premier secrétaire de la fédération socialiste en Haute-Savoie lorsqu'en 1977 il remporte les élections municipales de 1977 de la ville d'Annemasse.
Par la suite, en vue des élections de 1986, il décidera de briguer le siège de député de Haute-Savoie, profitant du passage au scrutin proportionnel plurinominal (avec des listes au niveau des départements) favorable à l'élection de députés de gauche dans le département, fait inédit sous la Cinquième République. Cependant, les instances nationales du Parti Socialiste ont choisi un candidat différent, il s'agit de Dominique Strauss-Kahn, dans ce contexte de précampagne, le PS veut en effet rassembler à l'Assemblée tous ces ténors en les décrochant un peu partout en France. Au printemps 1985, Lionel Jospin avait contacté le responsable de la fédération haut-savoyarde de l'époque Gabriel Grandjacques pour faire comprendre à ce dernier de laisser la place à la nouvelle étoile montante du PS. Le premier secrétaire national coupe ainsi l'herbe sous les pieds à la fois de Grandjacques, qui se voyait déjà député, mais aussi des partisans de Laurent Fabius qui revendiquaient ce siège pour le ministre de la Jeunesse et des Sports d'alors Alain Calmat. À Annecy, la nouvelle est plutôt mal accueillie, les militants s'attendant à voir arriver un jeune économiste austère et prétentieux. Toutefois DSK a eu le temps de retravailler son image en ayant épousé un peu plus tôt la styliste Brigitte Guillemette qui l'a relooké. Ce nouveau style plaît plutôt aux militants locaux qui parlent, pour citer Jacques Langlade, d'un homme « à la fois brillant, très sympathique, simple et drôle ». L'opération lancée par les dirigeants du PS aurait pu se dérouler sans entrave, si Robert Borrel ne s'était pas également déclaré candidat, jouant la carte du local face au « parachutage » de DSK. La bataille entre les deux hommes fait rage et ils ne seront départagés par un vote interne qu'à la fin de cette année 1985, année de campagne durant laquelle, face aux militants locaux de longue date, DSK forment autour de lui un petit groupe, surnommé : « la bande des Jacques » et formé par Jacques Dalex, Jacques Langlade, Jacques Dezlors, Jacques Encrenaz et Gabriel Grandjacques. Symbole de ce duel entre la province et Paris, les journaux locaux comme Le Faucigny soutenant explicitement l'annemassien, un meeting de soutien à DSK (avec Pierre Mauroy) est perturbé par l'incursion de militants pro-Borrel à qui on est obligé de laisser la parole dans la confusion la plus totale. Le vote a enfin lieu les 9 et 10 novembre. Robert Borrel en ressort gagnant mais le PS, comme le prévoit les statuts, n'est pas tenu de respecter ce résultat et conserve donc la candidature de Strauss-Kahn. Considérant le passage en force de ses supérieurs hiérarchiques comme injuste et soutenu par la majorité des membres haut-savoyards du PS, il maintiendra sa candidature (avec le soutien mutuel du maire de Cran-Gevrier Jacques Poulet, socialiste dissident des élections régionales de 1986) et sera dans le même temps exclu de son parti, auquel il ne voudra d'ailleurs plus jamais ré-adhérer. Ce duel avec DSK n'aurait été en fait qu'un prétexte pour évincer Robert Borrel, qui, bien que mitterrandiste historique, avait voté Michel Rocard au Congrès de Metz de 1979. Finalement, et Robert Borrel (maintenant sans étiquette), et Dominique Strauss-Kahn seront élus et se réconcilieront par ailleurs bientôt. Ils exerceront pendant une période de deux ans jusqu'à la dissolution de l'Assemblée. Avec le retour du scrutin uninominal majoritaire à deux tours, aucun député de gauche ne sera réélu.
En revanche, tout comme en 1983, Borrel est réélu maire en 1989 puis 1995. En 1996, il est condamné à un an d'inéligibilité et remplacé à son poste par Guy Gavard. Il reprend ses fonctions en 1997, pour ensuite être à nouveau réélu en 2001. Depuis les élections de mars 2008, Christian Dupessey a succédé à Robert Borrel au poste de premier magistrat de la ville à la suite de la retraite politique de ce dernier.

## Détail des fonctions et des mandats
Mandat parlementaire
- 16 mars 1986 - 14 mai 1988 : député de la Haute-Savoie